# 本覚寺 (鎌倉市)

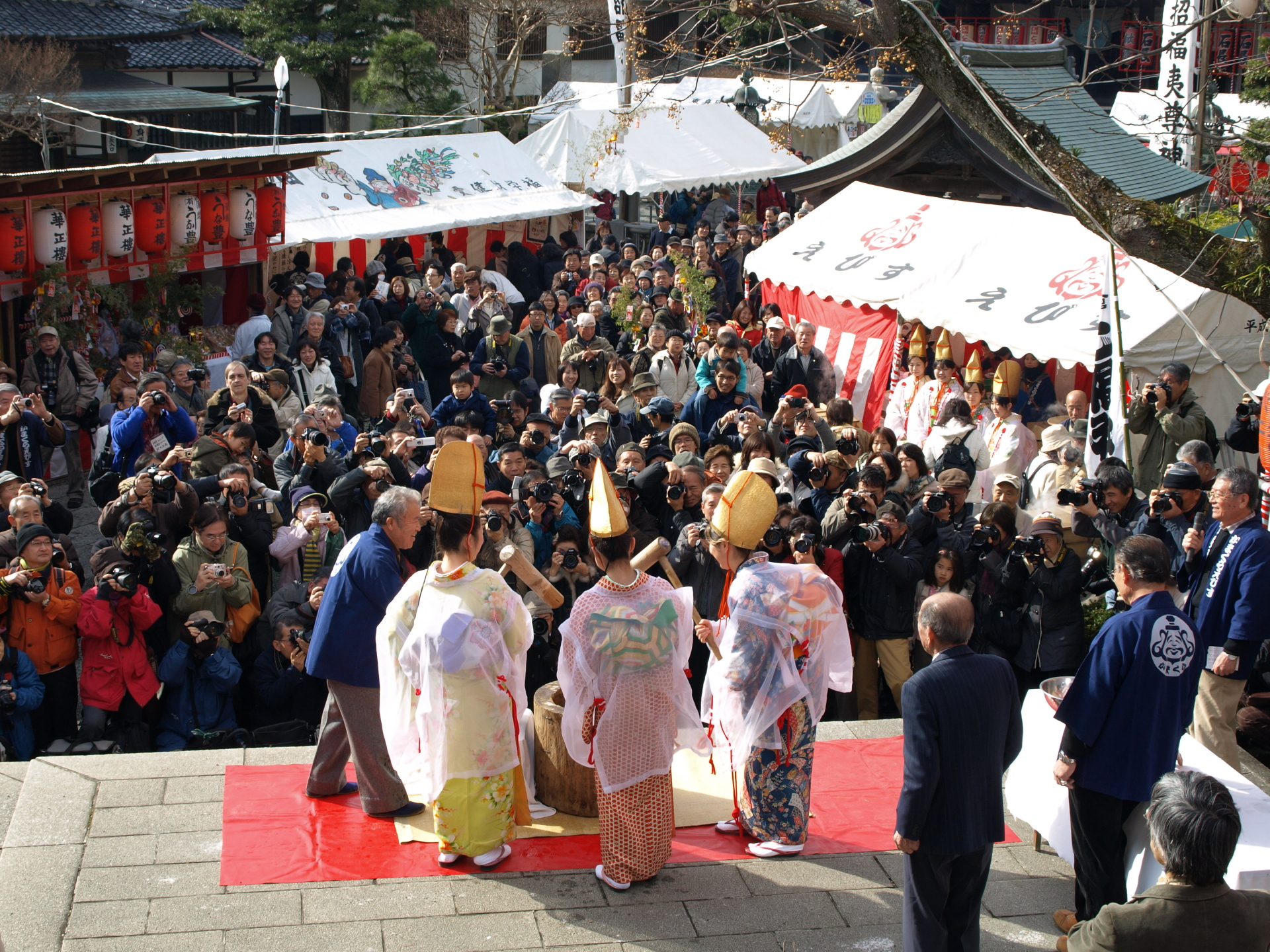
初えびす（2009年1月10日）

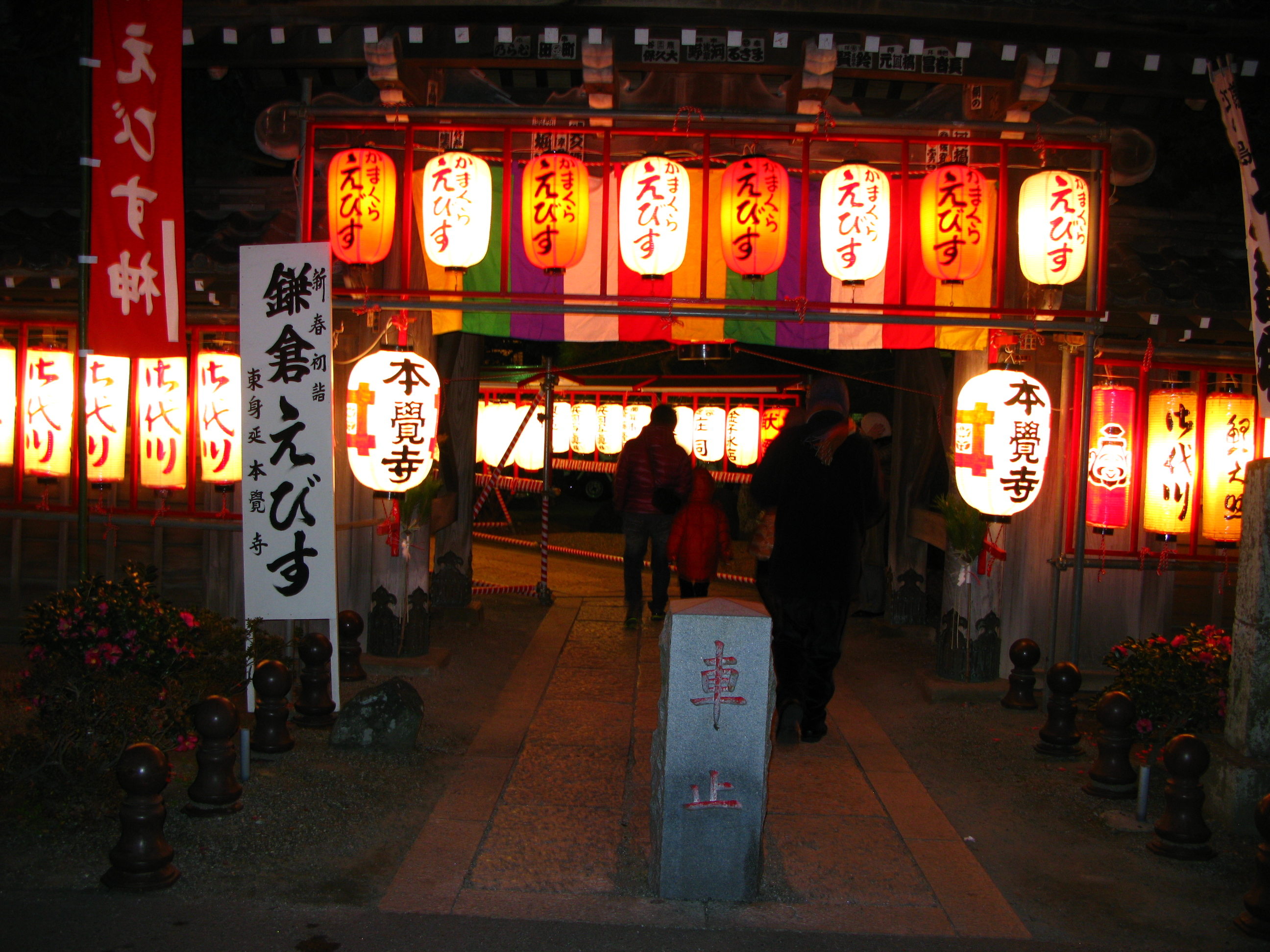
元日未明の門前（2011年1月1日）

本覺寺（ほんがくじ）は、神奈川県鎌倉市にある日蓮宗の本山（由緒寺院）。山号は妙厳山。身延山の久遠寺にあった日蓮の遺骨を分骨したため「東身延」とも呼ばれる。鎌倉駅の近くにあり、小町大路（辻説法通り）の辻向いには日蓮宗霊跡本山の長興山妙本寺がある。

## 歴史
現在の本覺寺の山門がある場所の前には「夷堂」と呼ばれる堂があった。この夷堂は源頼朝が鎌倉幕府開幕の際に、幕府の裏鬼門（南西）にあたる方向の鎮守として建てたとされ、天台宗系のものであった。文永11年(1274年)に佐渡配流から帰った日蓮が四十数日に亘ってこの夷堂に滞在し、三度目の『立正安国論』奏進に備えたと伝わっている。
永享8年(1436年)、気鋭の布教伝道で名高かった一乗房日出が常在山本覺寺（静岡県三島市）から鎌倉へ転出、天台宗金龍山釈満院円頓宝戒寺の住僧・心海と問答を繰り広げ（永享問答）勝利を収めた。日出の勢力拡大を危惧した心海が諸宗の僧侶と合議の上で時の鎌倉公方・足利持氏に讒訴し、また日出もこれと同時（6月2日付）に事の顛末を記した『問答始末記』を提出した。その結果、足利持氏は鎌倉府中の日蓮宗の壊滅を画策し、16ヶ寺の取り潰しと僧侶及び信徒への弾圧を試みた。ところが、これに反発する信徒衆数百が荒居閻魔堂（現在の新居山圓應寺）に集結し一触即発の状態になった。当時幕府との緊張関係が極限を迎えていた持氏は、この蜂起が“鎌倉府討伐の口実”となる事を憂慮し処分を撤回。更に日出に対して日蓮の国家諌暁ゆかりの夷堂とその社領12000坪を寄進して法華寺院の建立を認めた。これが本覺寺創建の由来と伝えられている。なおこの一連の騒動は「永享法難」と称されている。
その後文安3年に日出の弟子・行学院日朝が第2世として晋山する。15年の在山の後に身延山久遠寺第11世として栄晋し、当時衰退の一途を辿っていた身延山の再興を図った。その際、身延山への参詣が困難な老人や女性のために身延山より日蓮の遺骨を分骨して本覺寺に納めた。これ以降「東身延」と称されると共に、日朝が眼病の治癒で非常に信仰を集めたため「日朝様」とも呼ばれ親しまれた。
戦国時代以降には、後北条氏・豊臣氏・徳川氏から代々寺領12貫200文を保証され、塔頭末寺併せて10ヶ寺を擁する中本寺へと発展する。更に時が下り開山700年の節目にあたる昭和49年（1974年）には本山（由緒寺院）に昇格し、現在まで隆盛を誇っている。
現住は52世・永倉日侃貫首（神奈川県藤沢市常立寺より晋山）。潮師法縁。

## 境内
本堂
大正12年（1923年）の建立。
山門(仁王門)
江戸時代の建立。元は三浦半島の寺院にあったもので明治時代に移築された。なおかつては“若宮大路に向けて入口を作ってはいけない”とする慣習規則があったため、小町大路に向けて建てられている。
夷堂
前身となった天台宗の夷堂は永享8年(1436年)の創建時に境内に移されたが、祭祀された恵比寿は明治時代の神仏分離令により本覺寺と分離させられ、地区の七面大明神・山王台権現を合祀して蛭子神社に祀られることとなった。神仏分離令撤回後に堂内に再勧請され昭和56年(1981年)には再建された。なお、本覺寺前を流れる滑川に掛かる橋は「夷堂橋」と呼ばれている。
日蓮御分骨堂
身延山より移した日蓮の分骨を祀る。
鐘楼
応永17年(1410年)銘の梵鐘がある。日出が木更津八幡宮の別当寺で法論に勝ち、従者に持ち帰らせたと伝えられている。
伝岡崎五郎正宗墓
「相州伝」と呼ばれる作風を確立した名刀工・岡崎正宗の墓

## 文化財
国登録有形文化財
- 本覚寺本堂（大正12年）
- 本覚寺客殿（昭和5年）
- 本覚寺庫裏（昭和前期）
- 本覚寺分骨堂（昭和5年）
- 本覚寺鐘楼（昭和6年）
- 本覚寺手水舎（昭和前期）
- 本覚寺楼門（安政2年）/明治9年移築・平成25年改修
- 本覚寺大門（昭和前期）

鎌倉市重要文化財
- 釈迦如来及び両脇侍[5]
- 銅造 梵鐘（応永十七年銘）
- 本覚寺文書聖教

寺宝
- 三宝祖師像：文政元年(1823年)の作。
- 二天像：江戸末期の作でで幕末頃の補修が見られる。木造。二天とは四天王のうち持国天と増長天のこと。
- 日蓮聖人像：明治期の製作。
- 鬼子母神像・日出上人像・日朝上人像

## 旧末寺
日蓮宗は昭和16年に本末を解体したため、現在では、旧本山・旧末寺と呼びならわしている。
- 東耀山圓大院（神奈川県横浜市中区大平町）- 元・塔頭
- 身立山妙秀寺（神奈川県横浜市戸塚区吉田町）
- 太子山聖徳院（神奈川県横須賀市佐原）
- 近浦山圓徳寺（神奈川県三浦市初声町和田）
- 歓喜山實相寺（神奈川県三浦市初声町下宮田）
- 寿福山延寿寺（神奈川県三浦市初声町下宮田）
- 圓海山大乗寺（神奈川県三浦市三崎）
- 龍口山本成寺（神奈川県鎌倉市腰越）
- 陽向山妙福寺（神奈川県藤沢市打戻）
- 法性山妙運寺（神奈川県茅ヶ崎市西久保）

## 年中行事
- 毎月24日：日朝上人月次御題目会
- 1月1日～3日：初えびす
- 1月10日：十日夷
- 10月第1日曜日：人形供養
- 10月24日：報恩御会式